# 安德烈·高度
安德烈·高度（葡萄牙語：André Couto，1976年12月14日—），出生於葡萄牙里斯本，4歲時移居澳門，年青時開始接觸賽車運動而成為賽車手。於2000年的澳門格蘭披治大賽車中，高度成為澳門賽車史上第一位奪得三級方程式冠軍的澳門車手。另外他還涉足歐洲和日本的賽車壇，目前參加日本超級GT系列賽。

## 經歷

### 早年
高度於1976年12月14日在葡萄牙里斯本出生，4歲時遷到澳門定居。後來由於受到友人參加當地的小型賽車錦標賽影響，高度也開始接觸到小型賽車，自此也開始了他的賽車生涯。不久高度便在小型賽車取得成功，並開始參加國際級的小型賽車比賽。

### 方程式賽車
1995年，高度參加了歐洲歐寶蓮花方程式賽事，當中曾在葡萄牙埃斯托里爾賽道贏過其中一個回合的冠軍。同年10月，高度與另一位車手曼衛爾合作代表葡萄牙隊贏得歐洲方程式車手協會國家盃冠軍。
1995年11月，高度參加了澳門格蘭披治三級方程式大賽兩回合賽事，該屆賽事同場亦有拉夫·舒麥加、雅诺·特鲁利等後來晉身一級方程式的車手參加。在第二回合高度曾與拉夫爭逐頭位，但由於其他車手發生嚴重意外導致第二回合被腰斬，當屆祇以第一回合成績作結，拉夫贏得冠軍，高度則為第六名。
1996年，高度角逐德國三級方程式錦標賽；1997年又在意大利三級方程式系列賽作賽，總成績以亞軍完成該季賽事。另外，高度在1998年至2000年間也參加過方程式3000的比賽，不過卻未能取得佳績，最好成績是2000年賽季在紐伯林賽道站奪得季軍。

### 澳門稱霸
在參與其他賽事期間，高度又再五度參加澳門三級方程式大賽，最終於2000年的賽事中奪魁。該屆高度隸屬歐寶BSR車隊，第一回合以第二名完成；第二回合排在第二位起步後立即搶佔頭位，到最後三圈時因為另一位車手撞車，賽會出動安全車並且帶領到終場，在其他對手不得超車之下高度首先在安全車後面衝過終點；此意味着高度成為了澳門賽車史上第一個以代表澳門身份奪冠的三級方程式車手。
當離開F3000和奪得澳門大賽冠軍之後，高度在2001年參加日本三級方程式錦標賽和全日本GT錦標賽部份賽事；2002年他又轉到日產方程式世界系列賽，總成績以第11名完成該季賽事。

### 房車與跑車賽事

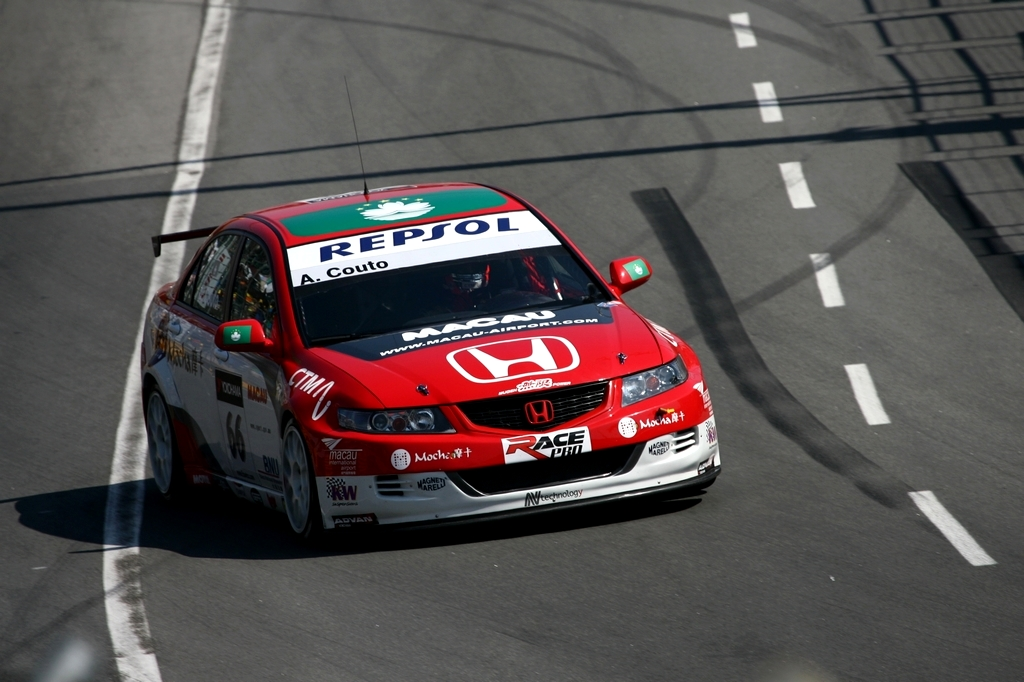
高度在2008年世界房車錦標賽澳門站中駕駛本田雅閣賽車

自2002年起，高度也時常參加歐洲房車錦標賽和澳門東望洋大賽（即後來的世界房車錦標賽澳門站），當中曾為不同車隊和車廠效力，包括曾為寶馬卡利車隊（Carly Motors）駕駛寶馬320i、為N.科技車隊駕駛愛快羅密歐和本田雅閣賽車、以及為西亞特和陽紅車隊駕駛西亞特里昂賽車。2004年起出戰日本超級GT系列賽，曾為日本SARD車隊駕駛GT500級別的豐田Supra和凌志SC430賽車，後來在2011年轉為效力凌志卡夫車隊（Team Kraft），目前則隸屬凌志車隊，駕駛凌志SC430。
在參與超級GT的同時，高度又於2005年在鈴鹿1000公里耐力賽中駕駛豐田Supra贏得冠軍。2013年，高度以客串形式參加奧迪R8 LMS盃賽事，為奧迪Ultra車隊出賽，並在珠海國際賽車場舉行的首站賽事奪得第二回合比賽的冠軍。

## 家庭
高度曾育有一名兒子——阿豐素（Afonso Couto），在2009年被診斷患上白血病。雖然澳門社會曾發起骨髓檢測活動，並成功進行移植手術，可是仍然在2010年11月3日逝世，年僅七歲。

## 外部連結
- 官方網站 （页面存档备份，存于）